# هتل سنت پائولی
هتل سنت پائولی (نروژی: Hotel St. Pauli) یک فیلم درام نروژی است که در سال ۱۹۸۸ منتشر شد.
فیلم دربارهٔ سکس و خشونت در منطقه سرخ «سنت پائولی» در شهر هامبورگ است.